# Tödliches Pflaster Sunset Strip
Tödliches Pflaster Sunset Strip (Originaltitel The Strip) ist ein US-amerikanischer Film noir von 1951 unter der Regie von Leslie Kardos. Die Hauptrollen sind besetzt mit Mickey Rooney, Sally Forrest, William Demarest, James Craig und Kay Brown.
Auf einem der Originalfilmplakate war seinerzeit zu lesen: „Top-Stars spielen ihre realen Rollen.“ Im Filmvorspann heißt es „MGM = Music – Glamour – Magic“ (Musik – Glamour – Magie).

## Handlung
Den Schlagzeuger Stanley „Stan“ Maxton, einen Veteranen des Koreakrieges, zieht es nach Los Angeles, wo er seinen eigenen Club eröffnen möchte. Zunächst arbeitet er jedoch für den Buchmacher und Gangster Delwyn „Sonny“  Johnson, der ihm einen Job in seinem illegalen Wettbüro angeboten hat. Dort kommt es immer wieder zu allerlei Mauscheleien und Überfälle sind nicht außergewöhnlich. Als das wieder einmal der Fall ist, gelingt Stan aufgrund seiner geringen Körpergröße die Flucht. Er springt in das langsam fahrende Auto einer Jane Tafford, der er erst einmal ein Märchen erzählt, das sie ihm jedoch nicht abnimmt. Sie lässt ihn wissen, dass sie im Nachtclub von „Fluffs“ als Zigarettenmädchen arbeitet und gelegentlich auch als Tänzerin auftritt. Er solle doch einmal vorbeischauen. Das tut Stan noch in derselben Nacht und ist begeistert über die Musik, die von Louis Armstrong und seiner Band gesungen und gespielt wird. Als er Jane bittet, einmal mit ihm auszugehen, meint sie, dass sie das nur tun werde, wenn Fluff das absegne. Nachdem der Barbesitzer Stan am Schlagzeug erlebt hat, ist er mehr als beeindruckt und möchte Stan gern als Ersatz für einen Schlagzeuger haben, den er gerade verloren hat. Da Stan nicht gleich zusagt, da er bei Sonny sehr gut verdient, bittet er Jane, ihn zu unterstützen, damit Stan seine Meinung ändert. Jane erzählt Stan dann, dass sie sich jeden Tag sehen könnten, wenn er ebenfalls für Fluff arbeite. Daraufhin verlässt Stan Sonny, um für Fluff zu arbeiten. Inzwischen hat er sich in Jane verliebt, die seine Gefühle jedoch nicht in derselben Stärke erwidert. Großes Interesse an Stan zeigt die junge Edna, die ebenfalls bei Fluff arbeitet und ihn indirekt sogar um ein Date bittet. Stan übersieht die junge Frau jedoch geflissentlich, sein Interesse gilt allein Jane. 
Nachdem Stan Jane mit Sonny bekannt gemacht hat, wendet sie sich allerdings von ihm ab und Sonny zu. Als dieser ihr eine Karriere als Filmstar in Aussicht stellt, wovon Jane schon so lange träumt, spielt Stan für sie überhaupt keine Rolle mehr. Sonny möchte Stan unbedingt zurückhaben und schickt ihm zwei seiner Leibwächter auf den Hals, die Stan überreden sollen, zurückzukommen. Es kommt zu diversen weiteren Verwicklungen, die darin münden, dass man Sonny erschossen auffindet, und Stan in Verdacht gerät, ihn getötet zu haben, auch da er Jane unbedingt zurückhaben wollte und weil eine Nachbarin, die Jane gefunden hatte, Stan auf einem Bild identifiziert hatte. Nach einigem Hin und Her darf Stan erst einmal wieder gehen. Nur wenig später erscheint Police Det. Lt. Bonnabel und informiert ihn, dass man Jane stark blutend auf dem Boden ihrer Wohnung aufgefunden und ins Krankenhaus gebracht habe, sie aber ohne Bewusstsein sei; allerdings habe sie gestanden, Sonny getötet zu haben. Stan will Jane entlasten und den Mord auf sich nehmen. Nachdem Jane gestorben ist, findet man in ihrer Wohnung eine Erklärung, in der sie gestanden hat, aus Notwehr auf Sonny geschossen zu haben.
Am Ende sitzt Stan im „Fluffs“ am Schlagzeug und trommelt, was das Zeug hält, es scheint als wolle er seine große Trauer hinwegtrommeln.

## Produktion

### Produktionsnotizen
Die Filmaufnahmen entstanden hauptsächlich vor Ort, was zu jener Zeit in Hollywood ziemlich ungewöhnlich war, da die meisten Filme in den entsprechenden Studios gedreht wurden. Gezeigt wird der Sunset Strip, wie er in den frühen 1950er-Jahren war, festgehalten in einer „herrlichen Schwarz-Weiß-Kinematographie“. Es werden sowohl Innenräume des Mocambo als auch des Nachtclubs Ciro’s beliebten auf dem Sunset Strip gezeigt. Ebenso entstanden Szenen in den Restaurants Little Hungary und Stripps.
Der Film markierte Mickey Rooneys Rückkehr zum Studio Metro-Goldwyn-Mayer. László Kardos sei ein Regisseur, der in seinem Leben nur zehn Filme gedreht habe, obwohl seine Karriere von 1935 bis 1957 gedauert habe. Seine Filme seien alle unbekannt und normalerweise auch nicht von allzu hoher Qualität.

### Soundtrack
- A Kiss to Build a Dream On von Bert Kalmar, Harry Ruby und Oscar Hammerstein II,
vorgetragen von Louis Armstrong, sowie von Mickey Rooney und William Demarest sowie von Kay Brown
- Shadrack, vorgetragen von Louis Armstrong und seinem Orchester
- La Bota von Charles Wolcott und Haven Gillespie, vorgetragen von Monica Lewis und einer Jazzband
- Basin Street Blues von Spencer Williams, vorgetragen von Louis Armstrong und seinem Orchester
- Don’t Blame Me von Jimmy McHugh und Dorothy Fields, vorgetragen von Vic Damone
- Hines’ Retreat von Earl „Fatha“ Hines
- Fatha’s Time von Earl „Fatha“ Hines
- J. T. Jive von Louis Armstrong
- Ole Miss Blues von W. C. Handy
- That’s a Plenty von Lew Pollack

### Veröffentlichung
Der Film wurde in den USA am 31. August 1951 veröffentlicht. In Australien war er erstmals am 23. November 1951 zu sehen, in Mexiko und in Schweden im Februar 1952, in Johannesburg in Südafrika im August 1952 und in Finnland im Mai 1956. Veröffentlicht wurde er zudem in Brasilien, Ungarn, Italien, Polen und in der Bundesrepublik Deutschland, wo der Kinostart unter dem Titel Tödliches Pflaster Sunset Strip am 1. Januar 1970 erfolgte.
In deutschen Fernsehen wurde der Film erstmals am 18. Oktober 1988 vom Hessischen Rundfunk ausgestrahlt.

## Rezeption

### Kritik
Auf der Seite Boba Fett1138 schrieb Frank Veenstra, der Film sei eine Mischung aus Musical, Romantik, Drama und Krimi mit einem Hauch von Film noir. Im Grunde handele es sich um eine willkürliche Zusammenstellung verschiedener Genres, von denen keines wirklich so funktioniere, wie es eigentlich sollte. Mit diesem Film versuche der ehemalige Kinderstar Mickey Rooney als Schauspieler ernster genommen zu werden. Seine Rolle im Film sei aber eigentlich ziemlich lächerlich. Ein extrem kleiner, knabenhaft aussehender Mann als harter Spieler? Obwohl er zum Zeitpunkt des Filmdrehs bereits in den Dreißigern gewesen sei, sehe er eher aus wie ein 16-jähriger. Ihn mit Gangstern, die ungefähr dreimal so groß wie er seien, hart reden zu hören, fühle sich einfach nicht richtig an. Er könne in seiner Rolle nicht überzeugen. Da der Film zudem so viele verschiedene Genres mische, komme die ganze Geschichte chaotisch daher. Es gebe eine Krimihandlung, eine romantische Handlung und eine, in der es darum gehe, einen Traum zu leben, aber nichts funktioniere wirklich aufgrund der chaotischen Herangehensweise und des Umgangs mit allem. Der Film sei weder interessant noch überzeuge er. Aufgrund seiner Musik könnten Jazzliebhaber ihn aber sicherlich genießen, da der Film davon eine ganze Menge biete.
Die Seite Film Noir of the Week führte aus, The Strip sei Mickey Rooneys zweiter seiner drei Noir-Filme aus den frühen Fünfzigern und liege gut zwischen Treibsand (1949) und Drive a Crooked Road (1954), sei aber, gelinde gesagt, eher ein konventioneller Film Noir. Der Film biete erstklassige Talente, die das tun würden, was sie am besten können, ohne von der Geschichte abzulenken. Die gesamte Produktion passe gut zusammen und wie der Slogan schon sage, sei es das musikalische Melodram des Tänzers und des Schlagzeugers.
Patrick Nash bewertete den Film bei Three Movie Buffs und meinte, er sei ein Traum eines jeden Jazzliebhabers, auch wenn die Inkongruenz der grobkörnigen Krimi-Handlung, die mit einem Strom musikalischer Zwischenspiele durchsetzt sei, zweifellos seltsam sei. Zu Mickey Rooney merkte Nash an, er spiele hier als Stanley Maxton eine seiner ersten wirklich erwachsenen Rollen. Er sei zynisch und weltmüde, habe aber immer noch die alte Energie und den Ehrgeiz der Rooney eigen sei. Und er habe noch eines seiner vielen Talente zeigen dürfen – das Trommeln.
Der Buchautor Mark Fertig nahm sich des Films auf er Seite Where Danger Lives an und war der Ansicht, es sei einer dieser Filme, der für das, was über Hollywood in der Mitte des Jahrhunderts gesagt werden könne, interessanter sei als ein Unterhaltungsstück, trotz MGM-Produktionswerten und eines großen Stars. Trotz der vielen Musikstücke sei dies definitiv ein Film Noir, was sich schon an der außerordentlich anonymen Charakterisierung von Jane zeige. Die wirke ein wenig wie eine Femme Fatale, aber das sei es nicht, was The Strip zu einem Film noir mache. Es sei die Grausamkeit, mit der der Film Jane behandle, die ihn zu einem Film noir mache. Die existenzielle Trostlosigkeit sei es, was The Strip in dieses Genre etabliere. Der Film zeige uns eine erschreckende Vision des echten Hollywood. Janes Tod spiele keine Rolle, sie sei nur ein Möchtegern-Star gewesen und leicht zu ersetzen, die Busse seien voll mit Mädchen wie ihr. Darum habe sich der Film auch nicht die Mühe gemacht, uns etwas über sie zu erzählen. Der Schlagzeuger erinnere sich vielleicht an sie, aber er habe sich in die Musik verloren.
Cinema war nicht sehr angetan und schrieb: „Ohne Schwung, dafür mit viel Swing u. a. von Louis Armstrong mit seiner Band und Earl Hines.“ Fazit: „Eher was für Swing- als für Krimifans“
Der Filmdienst kam zu dem Fazit: „Kleiner Krimi mit melodramatischen Akzenten. Trotz versierter Hauptdarsteller wenig ansehnlich, durch ungeschicktes Rückblenden zudem recht holprig. Reizvoll indes die Jazz-Einlagen mit Louis Armstrong, Earl Hines und Jack Teagarden, die als historische Kostbarkeit gelten können. – Ab 16.“
Die Redaktion des Fernsehmagazins Prisma gab dem Film drei von fünf möglichen Sternen und stellte fest: „Leslie Kardos drehte einen finsteren Krimi, der vor allem durch die vielen musikalischen Einlagen wie etwa die Louis Armstrong All Stars und den Hauptdarsteller Mickey Rooney lebt.“

### Auszeichnung
Oscarverleihung 1952
- Oscarnominierung für Bert Kalmar, Harry Ruby und Oscar Hammerstein II in der Kategorie „Bester Song“ mit dem Lied A Kiss to Build a Dream On. Die Nominierung für Bert Kalmar erfolgte posthum.